# مايك فيست
مايك فيست (بالإنجليزية: Mike Faist)‏ مواليد 5 يناير 1991 في غاهانا، الولايات المتحدة، هو ممثل أمريكي.

## الأعمال

### مسلسلات
- القانون والنظام: الوحدة الخاصة للضحايا (2017) (بدور: غلين)

## الجوائز
| السنة | الجائزة    | الفئة                   | النتيجة |
| ----- | ---------- | ----------------------- | ------- |
| 2017  | جائزة توني | أفضل ممثل في عمل موسيقي | رُشِّح     |

## روابط خارجية
- مايك فيست على موقع IMDb (الإنجليزية)
- مايك فيست على موقع ميوزك برينز (الإنجليزية)
- مايك فيست على موقع قاعدة بيانات برودواي على الإنترنت (الإنجليزية)
- مايك فيست على موقع قاعدة بيانات الفيلم (الإنجليزية)